# Liste der Wappen im Landkreis Märkisch-Oderland
Diese Liste zeigt die Wappen der Ämter, Städte und Gemeinden sowie Wappen von ehemals selbständigen Gemeinden und aufgelösten Landkreisen im Landkreis Märkisch-Oderland in Brandenburg.

Wappen des Landkreises Märkisch-Oderland[1]
Der Landkreis Märkisch-Oderland in Brandenburg
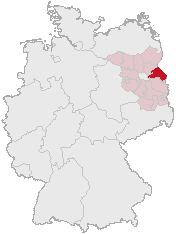
Der Landkreis Märkisch-Oderland in Deutschland

## Wappen der Ämter

Amt Barnim-Oderbruch[2]
Amt Falkenberg-Höhe[3]
Amt Golzow[4]

## Wappen der Städte und Gemeinden
Folgende Gemeinden führen kein Wappen:
| - Alt Tucheband - Beiersdorf-Freudenberg - Bleyen-Genschmar - Bliesdorf - Falkenberg | - Fichtenhöhe - Garzau-Garzin - Höhenland - Küstriner Vorland - Lietzen - Lindendorf | - Märkische Höhe - Neulewin - Oberbarnim - Oderaue - Prötzel | - Reichenow-Möglin - Reitwein - Treplin - Vierlinden - Zechin |

- Stadt
Altlandsberg[5]
- Stadt
Bad Freienwalde (Oder)[6]
- Stadt
Buckow (Märk. Schweiz)[7]
- Gemeinde
Falkenhagen (Mark)
- Gemeinde
Fredersdorf-Vogelsdorf[8]
- Gemeinde
Golzow[9]
- Gemeinde
Gusow-Platkow[10]
- Gemeinde
Heckelberg-Brunow[11]
- Gemeinde
Hoppegarten[12]
- Stadt
Lebus[13]
- Gemeinde
Letschin[14]
- Stadt
Müncheberg[15]
- Gemeinde
Neuenhagen bei Berlin[16]
- Gemeinde
Neuhardenberg[17]
- Gemeinde
Neutrebbin[18]
- Gemeinde
Petershagen/Eggersdorf[19]
- Gemeinde
Podelzig[20]
- Gemeinde
Rehfelde[21]
- Gemeinde
Rüdersdorf bei Berlin[22]
- Kreisstadt
Seelow[23]
- Stadt
Strausberg[24]
- Gemeinde
Waldsieversdorf[25]
- Stadt
Wriezen[26]
- Gemeinde
Zeschdorf[27]

## Wappen ehemaliger Ämter

Amt Müncheberg[28]

## Wappen ehemaliger Städte und Gemeinden

Gemeinde Alt Tucheband Ortsteil Alt Tucheband[29]
Gemeinde Bleyen-Genschmar Ortsteil Bleyen[30]
Gem. Heckelberg-Brunow Ortsteil Brunow[31]
Gemeinde Zechin Ortsteil Buschdorf[32]
Gemeinde Hoppegarten Ortsteil Dahlwitz-Hoppegarten
Gemeinde Zechin Ortsteil Friedrichsaue[33]
Gemeinde Bleyen-Genschmar Ortsteil Genschmar[34]
Gemeinde Küstriner Vorland Ortsteil Gorgast[35]
Gemeinde Alt Tucheband Ortsteil Hathenow[36]
Gem. Rüdersdorf b Berlin Ortsteil Hennickendorf
Gem. Rüdersdorf b Berlin Ortsteil Herzfelde

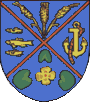
Stadt Bad Freienwalde (Oder) Ortsteil Hohenwutzen
Gemeinde Hoppegarten Ortsteil Hönow
Stadt Müncheberg Ortsteil Hoppegarten
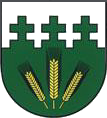
Gemeinde Oberbarnim Ortsteil Klosterdorf
Gemeinde Küstriner Vorland Ortsteil Küstrin-Kietz
Gemeinde Küstriner Vorland Ortsteil Manschnow
Gemeinde Alt Tucheband Ortsteil Rathstock
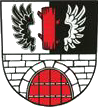
Gemeinde Märkische Höhe Ortsteil Ringenwalde
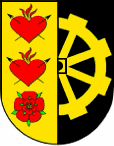
Gemeinde Vierlinden Ortsteil Worin
Gemeinde Zechin Ortsteil Zechin
Stadt Bad Freienwalde (Oder)
Stadt Bad Freienwalde (Oder)
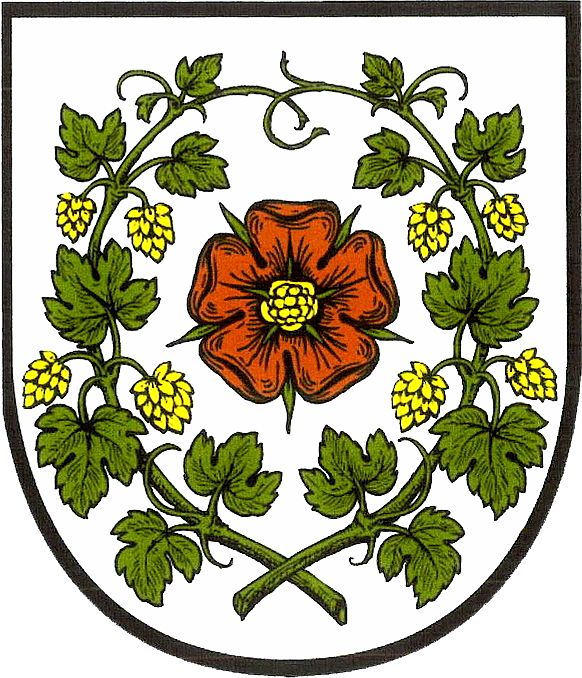
Stadt Buckow (Märk. Schweiz)
Gemeinde Falkenhagen (Mark)
Gemeinde Fredersdorf-Vogelsdorf
Ortsteil Hohenwutzen
Gemeinde Hoppegarten
Gemeinde Gusow-Platkow
Gemeinde Heckelberg-Brunow
Ortsteil Hönow
Stadt Müncheberg Ortsteil Hoppegarten
Stadt Lebus
Gemeinde Oberbarnim
Stadt Müncheberg
Gemeinde Neuenhagen bei Berlin
Ortsteil Klosterdorf
Gemeinde Küstriner Vorland
Ortsteil Küstrin-Kietz[37]
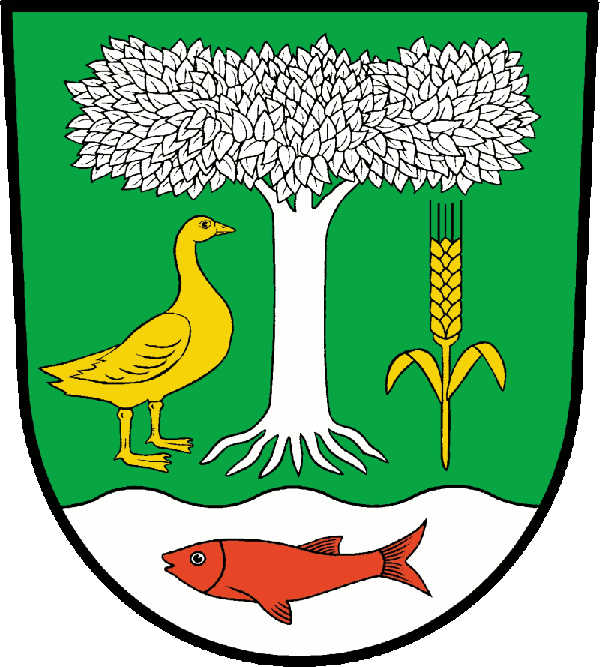
Gemeinde Küstriner Vorland
Gemeinde Petershagen/Eggersdorf
Ortsteil Manschnow[38]
Gemeinde Alt Tucheband
Ortsteil Rathstock[39]
Gemeinde Märkische Höhe
Gemeinde Rüdersdorf bei Berlin
Kreisstadt Seelow
Stadt Strausberg
Ortsteil Ringenwalde
Gemeinde Vierlinden Ortsteil Worin[40]
Stadt Wriezen
Gemeinde Zechin
Ortsteil Zechin[41]

## Historische Wappen

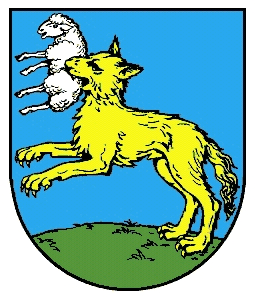
Stadt Lebus Wappen bis 2000
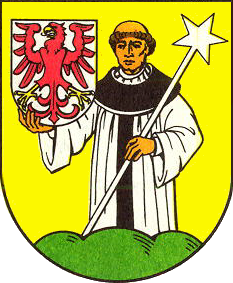
Stadt Müncheberg Wappen bis 2002

## Blasonierungen
1. ↑  Landkreiswappen: „Geteilt von Silber und Rot; oben wachsend ein goldbewährter, roter Adler, die Flügel mit goldenen Kleestängeln belegt; unten ein silberner Wellenbalken, belegt mit einem roten Wellenfaden und bedeckt mit zwei schräggekreuzten, begrifften goldenen Bootshaken, oben bewinkelt von einem goldenen Stern.“
2. ↑  Amt Barnim-Oderbruch: „Über blauem Wellenschildfuß,darin ein linkshin schwimmender silber Fisch, schrägrechts durch Wellenschnitt geteilt; vorn in Silber fünf grüne Balken, hinten von Rot und Silber neunmal geteilt.“
3. ↑  Amt Falkenberg-Höhe: „In Grün ein silberner Falke auf einem mit blauem Wellenbalken belegten goldenen Dreiberg, links überhöht von einem goldenen Kastanienblatt.“
4. ↑  Amt Golzow: „In Silber ein Bund von zwölf lanzettenförmigen grünen Halmen, umschlungen von einem beiderseits mit blütenartigen Zierelementen besetzten goldenen Reif.“
5. ↑  Altlandsberg: „In Rot über grünem Schildfuß mit silbernem Balken ein spitzbedachter silberner Turm mit einem schwarzen Fenster und vier offenen Nischen; auf der Turmspitze ein viereckiger Aufsatz (ein stilisiertes Storchennest).“
6. ↑  Bad Freienwalde (Oder): „In Silber eine bewurzelte grüne Eiche (mit 8 Blättern und 5 Früchten), deren Stamm von zwei kleinen silbernen Schilden mit je einem sechsspeichigen roten Rad beseitet ist.“
7. ↑  Buckow (Märkische Schweiz): „In Silber eine rote Rose mit umrankenden grünen Hopfenzweigen.“
8. ↑  Fredersdorf-Vogelsdorf: „Im von Gold und Grün gespaltenen Schild eine bewurzelte, mit Blättern und Früchten versehene Eiche in verwechselten Farben, belegt mit einer roten gestürzten und gekürzten Spitze, darin in Gold ein Vogel auf einem Ast.“
9. ↑  Golzow (Oderbruch): „In Silber auf grünem Dreiberg stehend ein gold-bewehrter schwarzer Hahn mit rotem Kamm und Lappen, im erhobenen rechten Fuß einen nach links über den Kopf gebogenen grünen Zweig haltend.“
10. ↑  Gusow-Platkow: „In Blau durch einen silbernen Wellenbalken geteilten Schildfuß, in Gold eine schwarze Eiche mit 13 grünen Blättern und zwei Früchten, deren Stamm von einer silbernen Blitzrinne gespalten ist; begleitet rechts von einem Bündel mit sieben durchbrochenen schwarzen Kornhalmen, links von einer grünen Tabakstaude mit zwei Blattpaaren und einem Blütenstand mit 6 roten Blüten.“
11. ↑  Heckelberg-Brunow: „Von Grün und Gold schräggeviert; Feld 1: ein goldenes Siebenblatt, Feld 2 und 3: ein blauer Wellenstab, Feld 4: über einem goldenen Boden ein goldenes Kastanienblatt.“
12. ↑  Hoppegarten: „Halb gespalten und im Dornenschnitt geteilt von Grün, Silber und Blau; Feld 1: ein nach oben geöffnetes silbernes Hufeisen, Feld 2: eine grüne Hopfendolde mit Stiel und Blatt und Feld 3: eine schräglinke silberne Schildkröte.“
13. ↑  Lebus: „In Blau auf grünem Boden ein springender goldener Wolf mit einem silbernen Lamm im Rachen.“
14. ↑  Letschin: „In Silber auf grünem Boden ein grüner, von einer goldenen Schlange umwundener Eichenstumpf mit beiderseits drei Blättern; darauf ein goldbewehrter roter Hahn mit erhobenem rechten Fuß.“
15. ↑  Müncheberg: „Geviert von Rot und Gold; Feld 1: ein silbernes sechsspeichiges Wagenrad, Feld 2: ein grüner Tannenbaum, Feld 3: auf grünem Dreiberg ein wachsender Mönch mit silberner Kutte und schwarzem Skapulier, der in der Rechten einen silbernen Schild mit goldbewehrtem roten Adler und in der Linken einen silbernen besternten Stab hält (Stadtwappen vor 2002), Feld 4: silbern gefugtes Mauerwerk.“
16. ↑  Neuenhagen bei Berlin: „In silbernem Schild ein rotes Gebäude (Rathaus) mit mehrstöckigem Mittelturm, begleitet von zwei silbernen Schildchen, darin rechts eine schwarze Glocke, links eine grüne Zwiebel.“
17. ↑  Neuhardenberg: „Halbgespalten und geteilt; Feld 1: in Silber ein silbern-bewehrter, rot-gezungter schwarzer Keilerkopf; Feld 2: in Rot ein silbernes Johanniterkreuz; Feld 3: in fünf Reihen schwarz-gold geschacht.“
18. ↑  Neutrebbin: „In Grün über silbernem Wellenschildfuß, belegt mit einem roten Fisch, ein bewurzelter silberner Laubbaum, rechts begleitet von einer links-gewendeten goldenen Gans und links von einer goldenen Kornähre.“
19. ↑  Petershagen/Eggersdorf: „Geteilt durch einen silbernen Göpel; vorne in Rot ein goldener Schlüssel, hinten in Blau ein halber, golden-bewehrter silberner Steinbock, unten in Grün ein silberner Stern.“
20. ↑  Podelzig: „In Silber über einem blauen Wellenschildfuß eine durchgehende, gemauerte rote Bo-genbrücke, belegt mit zwei goldenen Adonisröschen; im mittleren und höheren der drei gewölbten Brückenjoche das Wappen der von Burgsdorff (dreifach gespalten von Rot und Silber, belegt mit einem blauen Balken).“
21. ↑  Rehfelde: „In Grün unter erhöhtem rot-silbern geschachten Schrägrechtsbalken ein goldener Rehbock auf silbernem Boden.“
22. ↑  Rüdersdorf bei Berlin: „In Gold eine bewurzelte grüne Linde, begleitet von zwei roten Schilden, darin vorn gekreuzte Schlägel und Hammer, hinten eine beblättere silberne Rübe.“
23. ↑  Seelow: „In Blau zwei schräggekreuzte goldene Bootshaken; in den Winkeln: oben eine goldene Mitra, vorne ein aufgehender silberner Halbmond, hinten ein gekerbtes silbernes Tatzenkreuz und unten ein goldener Stern.“
24. ↑  Strausberg: „In Blau über grünem Dreiberg ein nach links gewendeter, widersehender, golden bewehrter silberner Strauß, über dessen Rücken ein silberner, mit einem golden bewehrten roten Adler belegter Schild schwebt.“
25. ↑  Waldsieversdorf: „In Grün auf goldenem Boden ein rot-fundamentierter und rot-gezinnter silberner Turm mit schwarzer Tür und schwarzen Rundbogenfenstern, beseitet von je einem goldenen Lindenblatt.“
26. ↑  Wriezen: „Geviert von Gold und Blau belegt mit silbernem Herzschild, darin ein roter Adler; oben vorn ein liegender schwarzer Schlüssel, oben hinten ein silberner Fisch; unten vorn eine silberne Feder; unten hinten schräglinks ein schwarzer Schraubenschlüssel.“
27. ↑  Zeschdorf: „Von Blau und Grün durch eine eingebogene goldene Spitze zum Schildhaupt gespalten, belegt vorne mit einem silbernen Wellenpfahl, hinten pfahlweise mit einer silbernen Rosenhecke und unten mit einer schwarzen Ameise.“
28. ↑  Amt Müncheberg: „Geviert von Rot und Gold; Feld 1: ein silbernes sechsspeichiges Wagenrad, Feld 2: ein grüner Tannenbaum, Feld 3: auf grünem Dreiberg ein wachsender Mönch mit silberner Kutte und schwarzem Skapulier, der in der Rechten einen silbernen Schild mit goldbewehrtem roten Adler und in der Linken einen silbernen besternten Stab hält (Stadtwappen vor 2002), Feld 4: silbern gefugtes Mauerwerk.“
29. ↑  Alt Tucheband: „In Blau ein schrägrechter goldener Wellenbalken, belegt mit drei vierblättrigen grünen Kleeblättern.“
30. ↑  Bleyen: „Wellenförmig geteilt von Blau, Silber und Blau, darin pfahlweise drei gegengewendete Bleie in Silber, Rot und Silber.“
31. ↑  Brunow: „Geviert von Gold und Blau; in 1 und 4 ein schrägrechtes mit dem Stiel zur Mitte weisendes grünes Kastanienblatt, in 2 und 3 eine schräglinke, aufwärts fliegende silberne Wildgans mit rotem Schnabel.“
32. ↑  Buschdorf: „In Rot ein goldenes Spinnrad und drei symmetrisch angeordnete goldene Spindeln.“
33. ↑  Friedrichsaue: „In Blau ein goldenes Kutschrad mit schwarzer Nabe überhöht von einer goldenen Königskrone.“
34. ↑  Genschmar: „In Grün über einem von Silber und Blau durch Wellenschnitt geteilten Schildfuß zwei einander zugewendete, schnatternde, goldbewerte silberne Gänse.“
35. ↑  Gorgast: „Ein Schild durch zwei Leitmotive mittig geteilt. Im oberen Teil befindet sich auf silbernen Grund das Johanniter-Kreuz in rot. Im unteren Teil befindet sich auf blauen Grund ein zum “G” gekrümmter Fisch in Silber.“
36. ↑  Hathenow: „Drei goldene Ähren in rot und ein goldener Stern in blau geteilt durch zwei silberne Wellenlinien.“
37. ↑  Küstrin-Kietz: „Gespalten von Silber und Blau, rechts ein halber roter Adler am Spalt, links ein abgewendeter silberner Karpfen.“
38. ↑  Manschnow: „Das Hauptmotiv bilden 2 silberne fliegende Gänse und 3 goldene Getreideähren auf blauem Grund.“
39. ↑  Rathstock: „In Silber über blauem Schildfuß zwei rote Pfähle überdeckt von einem blauen Balken.“
40. ↑  Worin: „Von Gold und Schwarz gespalten, vorne pfahlweise zwei flammende, von je zwei schwarzen Pfeilen schrägkreuzweise durchbohrte rote Herzen und eine rote Rose mit goldenen Butzen, hinten ein halbes goldenes Mühlrad am Spalt.“
41. ↑  Zechin: „Gespalten von Silber und Grün; darin eine Kopfweide in verwechselten Farben.“